# فاترا الكبرى
جبال فاترا الكبرى هي سلسلة جبال تقع ضمن جبال كارابات الغربية في سلوفاكيا. وتعتبر جيغرافيا جزءا من منطقة فاترا تاترا. وتقع الجبال بين مدن روجومبيروك وهارمانيك وتورشيانسكي تبليتسي ومارتن. يقع حوض توريك وجبال فاترا الصغرى في الشمال الغربي منها، وجبال تاترا السفلى في الشرق. أعلى جبل بها هو جبل أوستريدوك ويبلغ ارتفاعه 1.592 م.